# Cryptosporidium
Cryptosporidium es un género de protistas parásitos apicomplejos al que se asocia con una enfermedad llamada criptosporidiosis diarreica en seres humanos. Otros apicomplejos patógenos incluyen Plasmodium, el parásito de la malaria, y Toxoplasma, el agente causante de la toxoplasmosis. A diferencia de Plasmodium, que se transmite a través de un mosquito vector, Cryptosporidium no utiliza insectos como vectores y es capaz de completar su ciclo vital dentro de un único anfitrión, puesto que los quistes se excretan en las heces y son susceptibles de transmisión a un nuevo anfitrión.
La criptosporidiosis es típicamente una enfermedad aguda de corta duración, pero la infección puede ser grave y continuada en niños y en pacientes inmunocomprometidos, como los pacientes con sida. El parásito se transmite en el medio ambiente mediante quistes resistentes (ooquistes) que, una vez ingeridos, desenquistan en el intestino delgado y dan lugar a la infección de los tejidos epiteliales intestinales.

## Especies
Varias especies de Cryptosporidium infectan a los mamíferos. En los seres humanos, las principales especies que causan la enfermedad son C. parvum y C. hominis. Otras especies, C. canis, C. felis, C. meleagridis y C. muris,  también pueden causar enfermedad en los seres humanos. En los últimos años,[¿cuándo?] la criptosporidiosis ha asolado a muchos criadores comerciales de gecko. Varias especies de Cryptosporidium (C. serpentis y otras) están involucradas, y además de geckos han sido infectados lagartos, iguanas, tortugas, así como varias especies de serpientes.
El genoma de C. parvum fue secuenciado en 2004 y se encontró que es inusual entre los eucariontes en que las  mitocondrias parecen no contener ADN. También está disponible el genoma de la especie pŕoxima C. hominis.

## Ciclo vital

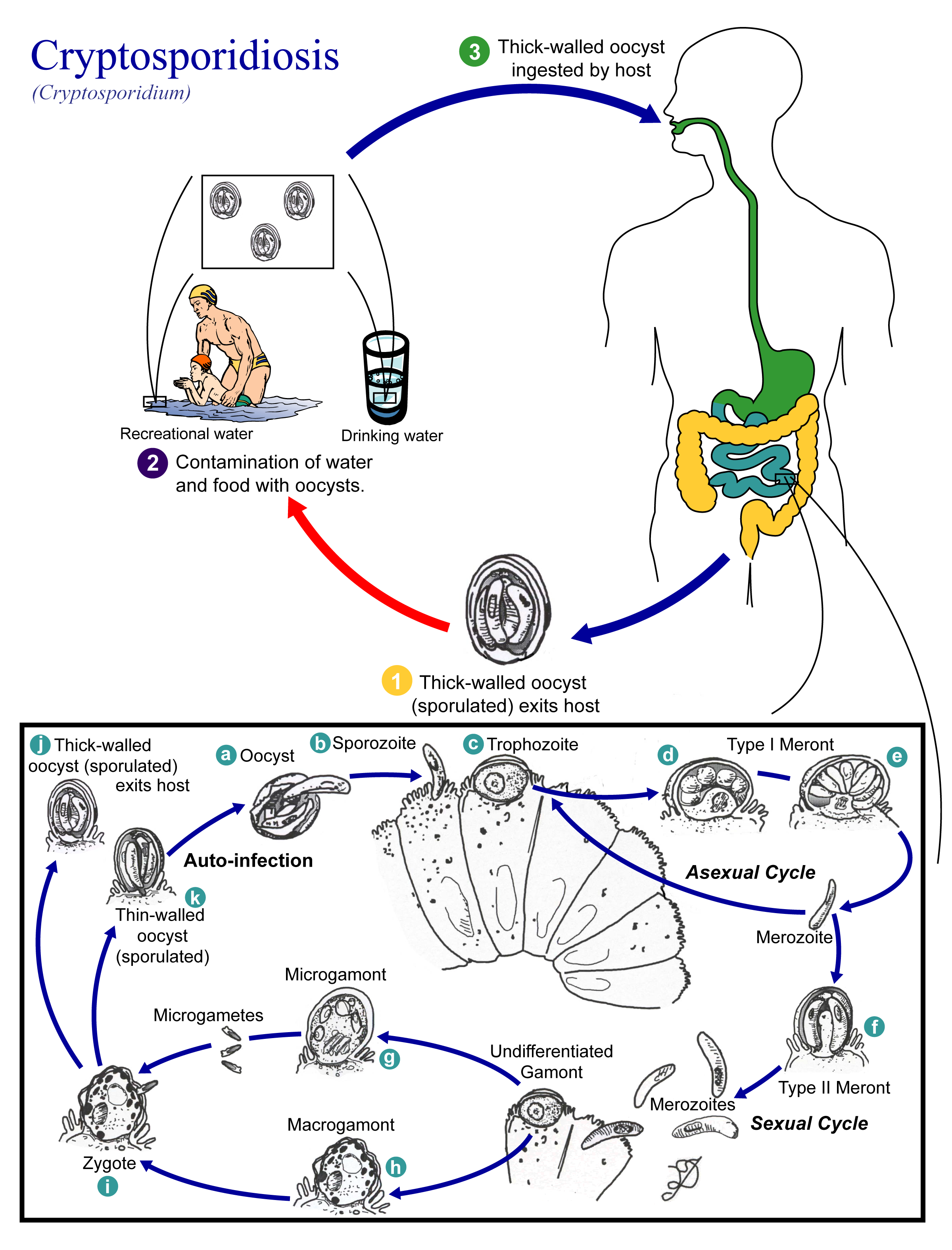
Ciclo vital de Cryptosporidium.

La explicación puede seguirse en la figura. El parásito se contrae por vía fecal-oral. Los ooquistes esporulados, conteniendo cuatro esporozoitos, son excretados por el hospedador infectado a través de las heces y posiblemente otras rutas, tales como las secreciones respiratorias (1). La transmisión de C. parvum y C. hominis se produce principalmente por contacto con agua contaminada (esto es, por consumo o por usos recreativos). Ocasionalmente, también pueden funcionar como vehículos de transmisión los alimentos, tales como las ensaladas. Muchos brotes se han producido en piscinas, parques acuáticos y balnearios. La transmisión zoonótica y antroponótica de C. parvum y la transmisión antroponótica de C. hominis se produce a través de contacto con animales infectados o al agua contaminada por las heces de estos animales (2). 
Después de la ingestión (y posiblemente de la inhalación) por un huésped adecuado (3), se produce la desenquistación (a). Los esporozoitos son liberados y parasitan las células epiteliales del tracto gastrointestinal u otros tejidos tales como el sistema respiratorio (b) y se diferencian en trofozoítos (c). El ataque al epitelio intestinal conduce a malabsorción y en pacientes inmunocompetentes a diarrea acuosa, no sanguinolenta. En estas células, los parásitos realizan la reproducción asexual (esquizogonia o merogonia) según el esquema: trofozoíto » meronte tipo I » merozoito » meronte tipo II » merozoito » gamonte indiferenciado (d,e,f) y a continuación la reproducción sexual (gametogonia) produciendo microgamontes masculinos (g) y macrogamontes  (h). 
El macrogamonte es fertilizado por los microgametos, dando lugar a un zigoto  (i) y formándose un ooquiste (j,k) que se desarrolla por esporulación en el huésped infectado. Se producen dos tipos diferentes de ooquistes, unos de paredes gruesas (j), que es usualmente excretado por el huésped, y otros de paredes finas, cuyo objeto primario es la autoinfección (k).  Los ooquistes son infectantes después de la excreción, lo que permite una transmisión directa e inmediata por vía fecal-oral.
En contraste, los ooquistes de Cyclospora cayetanensis, otro importante coccidio parásito, no están esporulados en el tiempo de la excreción y no se convierten en infectantes hasta que se complete la esporulación.

## Tratamiento del agua potable
Cryptosporidium tiene una fase de esporas (ooquistes) y en este estado puede sobrevivir durante largos períodos fuera del huésped y también puede resistir muchos desinfectantes comunes, especialmente los desinfectantes basados en cloro. Debido a esta resistencia, el tratamiento del agua para eliminar el Cryptosporidium en general se basa en la coagulación seguida de filtración o hervido. En 2007 se descubrió que Cryptosporidium es sensible a la luz ultravioleta y a la ozonización, habiendo ya instalados tales sistemas de tratamiento de aguas en ciudades donde han tenido problemas con la presencia del parásito.
La mayoría de las plantas de tratamiento que toman agua de ríos, lagos y embalses para la producción de agua potable pública usan tecnologías de filtrado convencionales. Esto implica una serie de procesos incluidos la coagulación, floculación, sedimentación y filtración. La filtración directa, que por lo general se usa para el tratamiento de las aguas con bajos niveles de partículas, incluye coagulación y filtración, pero no sedimentación. Otros procesos comunes de filtración son los filtros de arena o de tierra de diatomeas, las membranas y los filtros de bolsa y cartucho.
Las tecnologías convencionales, directas, de arena y de tierra de diatomeas pueden eliminar el 99% de Cryptosporidium. Las membranas y los filtros de bolsa y cartucho pueden eliminar Cryptosporidium sobre la base de un producto concreto. Con la debida concentración y tiempo de contacto, se puede realizar la inactivación de Cryptosporidium con un tratamiento de dióxido de cloro y ozono. También puede realizarse con un tratamiento de luz ultravioleta en dosis relativamente bajas.